# Энтропа

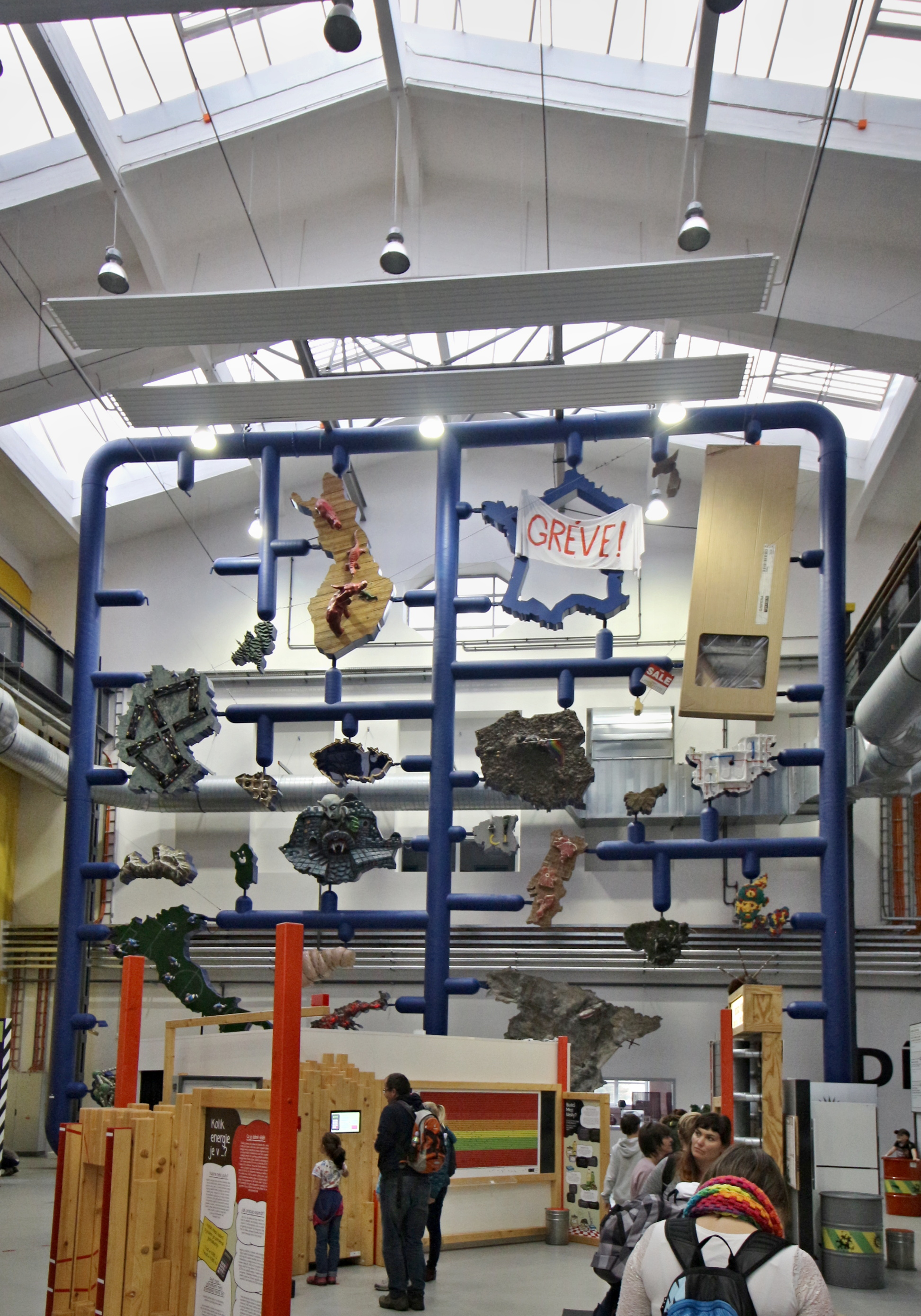
Энтропа (2018).

Энтропа (чеш. Entropa) — скульптурная композиция, созданная чешским автором Давидом Черным. Композиция приурочена к началу председательства Чехии в Европейском сообществе. 
Предполагалось, что она была создана 27 художниками и группами художников из различных стран Европейского содружества, однако позже выяснилось, что в её создании принимал участие только Черный и три его помощника.
Для всеобщего обзора композиция была открыта[где?] 12 января 2009 года. Движущиеся и мультимедийные компоненты были активированы 15 января 2009 — в день официального открытия.

## Представленные страны
Так как не было представлено официальных объяснений ни от автора, ни от властей, многим фигурам может быть дано больше чем одно объяснение. Данный список не может дать окончательное значение и описание.
- Австрия, известный противник атомной энергии, представлена в виде зелёного поля с охлаждающими башнями атомной электростанции, из которых иногда появляется пар.[1];
- Бельгия представлена коробкой с надкушенными шоколадками пралине.
- Болгария выполнена из соединенных турецких напольных унитазов; соединения выполнены неоновыми трубками.
- Великобритания, известный евроскептик, изолированный от остального континента, «показана» отсутствующим куском (пустым местом) в левом верхнем углу композиции.[2]
- Венгрия представлена атомиумом, выполненным из венгерских продуктов — арбузов и копчёных колбас на фундаменте из паприки.
- Германия — выполнена в виде серии пересекающихся автобанов, напоминающих подобие свастики,[2][3][4][5]. По дорогам движутся машины.
- Греция — участок с полностью выжженными лесами, вероятно, отражающими лесные пожары 2007 года и массовые беспорядки 2008 года.[6]
- Дания состоит из кусочков Лего. Некоторые утверждают, что там можно увидеть лицо, изображённое на датских карикатурах (хотя автор отрицает эти обвинения).
- Ирландия выполнена в виде волынки, играющей каждые 5 минут.
- Испания полностью залита бетоном с[7] с бетономешалкой.
- Италия изображена как футбольное поле с фигурками футболистов, возможно несколько из них мастурбируют мячами, которые они держат.[2][4]
- Кипр — кусок головоломки, разделённый пополам.
- Латвия покрыта горами, хотя на самом деле страна равнинная.
- Литва на её контуре представлены несколько писающих на восточных соседей мальчиков. Струи мочи представлены жёлтыми волокнами световодов.
- Люксембург — небольшой кусок золота с табличкой «Продаётся».[2]
- Мальта — маленький остров с изображением карликового доисторического слона; перед слоном расположено увеличительное стекло.
- Нидерланды полностью скрыты под водой с торчащими из под неё минаретами[2] и голосами вопящих муэдзинов.
- Польша композиция из католических монахов, водружающих радужный флаг (символ сексуальных меньшинств), сделанная в стиле фотографии, где американские солдаты водружают свой флаг на острове Ио.[8]
- Португалия — деревянная разделочная доска с кусками мяса в форме бывших колоний — Бразилии, Анголы и Мозамбика.
- Румыния выполнена в виде парка в стиле Дракулы[2], периодически мигающего и издающего звуки привидений.
- Словакия в виде венгерской сосиски (или человеческого тела, связанного венгерским триколором).
- Словения — кусок скалы с надписью первые туристы посетили это место в 1213.
- Финляндия — на деревянном полу вероятно выпивший мужчина с винтовкой смотрит на животных.[9]
- Франция прикрыта баннером «GRÈVE!» («Забастовка!»).
- Чехия — жидкокристаллическая бегущая строка с неоднозначными высказываниями президента Чешской республики Вацлава Клауса.
- Швеция не имеет контура, но представлена коробкой самосборной мебели из IKEA, через отверстие которой просматриваются истребители Gripen, поставляемые чешским ВВС (намёк на обвинения в попытке дачи взятки чешским должностным лицам).[10]
- На фоне Эстонии изображены серп и молот, что отражает намерения правительства страны запретить любые проявления коммунистических символов.[11]